# جاعر (البيضاء)
جاعر هي إحدى قرى الجمهورية اليمنية. تتبع جغرافيا لمحافظة البيضاء و إداريًا لمديرية الصومعة. يبلغ تعداد سكانها 1478 نسمة حسب الإحصاء الذي أجري عام 2004.